# Nilakantha Somayaji
Nilakantha Somayaji, auch Kelallur Comatiri, (* 14. Juni 1444 in Trkkantiyur bei Tirur, Kerala; † 1544) war ein indischer Mathematiker, Astrologe und Astronom. Er gehörte zur Kerala-Schule von Mathematikern und Astronomen in Südindien. Sein geo-heliozentrisches Weltmodell (siehe: Tychonisches Weltmodell) entsprach dem später nach Tycho Brahe benannten.
Er gehörte zu den Nambudiri-Brahmanen und dort zur Gargya-Familie (Gargya gotra), eine der Kasten, die nur untereinander heirateten. Im Gegensatz zu vielen anderen traditionellen indischen Mathematikern und Astronomen machte er einige Angaben zu seiner Person in seinen Werken. Die Familie folgte der Ashvalayana sutra der Rigveda. Der Namenszusatz Somayaji weist darauf hin, dass er die vedischen Soma-yajna Rituale ausführte – sie entsprechen der Verehrung einer Gottheit Soma (Herrscher über Pflanzen und Heiler). Kellalur verweist auf die Abstammung aus der Familie Kelallur, Comatiri ist eine spätere korrumpierte Form von Somayaji.
Er studierte Vedanta und Astronomie bei seinem Lehrer Ravi und Astronomie bei Damodara, dem Sohn von Parameshvara.
Er ist bekannt für seine astronomische Abhandlung Tantrasamgraha, geschrieben in 432 Sanskrit-Versen in acht Kapiteln. Nach Angaben im Kommentar seines Schülers Sankara Variar enthält sein Hauptwerk eine genaue Datierung der Niederschrift (1501). Neben seinem astronomischen Inhalt ist es auch für seinen mathematischen Inhalt wichtig, unter anderem gibt er Hinweise auf die Reihen-Entdeckungen von Madhava, dem Begründer der Kerala-Schule, die er auch selbst weiter entwickelte. Sein Schüler Jyesthadeva schrieb einen Kommentar zu seinem Hauptwerk Tantrasamgraha.
Er schrieb auch weitere astronomische Abhandlungen, so einen Kommentar auf die Aryabhatiya, das Hauptwerk von Aryabhata I., genannt Aryabhatiyaabhasya. Er verweist darin auf zwei eigene Beobachtungen von Sonnenfinsternissen (6. März 1467 und 28. Juli 1501 in Anantaksetra) und verweist auf ein eigenes Buch über Finsternisse (Grahanirnaya), das aber nicht erhalten ist.
Seine Abhandlung Golasara ist über mathematische Berechnungen in der Astronomie, Siddhanta Darpana behandelt ein Planetenmodell und Candracchayaganita behandelt die Berechnung des Zenitabstands des Mondes. Alle diese Werke sind in Sanskrit-Versen.
Er war mit Arya verheiratet und hatte zwei Söhne.